# Herbaspirillum huttiense
Herbaspirillum huttiense es una bacteria gramnegativa del género Herbaspirillum. Fue descrita en el año 2004. Su etimología hace referencia a la ciudad de Lower Hutt, en Nueva Zelanda. Anteriormente conocida como Pseudomonas huttiensis, que fue descrita en el año 1962. Es aerobia y móvil por flagelo bipolar. Tiene un tamaño de 0,4 μm de ancho por 1,8 μm de largo.  Catalasa y oxidasa positivas. Temperatura de crecimiento óptima de 25-37 °C. Forma colonias lisas, incoloras y opacas. Se ha aislado de agua destilada en Nueva Zelanda.
Contiene dos subespecies: Herbaspirillum huttiense subsp. huttiense y Herbaspirillum huttiense subsp. putei, que fue inicialmente descrita como una especie aparte en el año 2004. Esta última se diferencia en que puede crecer utilizando ácido itacónico.
Se han descrito algunos casos de infecciones en humanos, así como bacteriemia, neumonía, y endocarditis, aunque es un microorganismo que rara vez se aísla. 